# Alessandro Gritti
Alessandro Gritti   (Vertova, 1 d'abril de 1947), conegut també com a Franco Gritti, és un històric pilot d'enduro italià, guanyador de quatre Campionats d'Europa (un en 125 cc i tres en 250 cc). Obtingué nombrosos èxits als ISDE, com ara el Trofeu a l'edició de 1981 integrant l'equip italià, dues victòries absolutes, tres per categories i 13 medalles d'or.
Havent debutat a encara no 20 anys, Gritti es mantingué en primera línia durant dues dècades, aconseguint nombrosos títols europeus i italians tant en enduro com en motocròs, competint amb rivals de gran nivell com ara Gualtiero Brissoni, Harald Sturm, Jiri Stodulka o Rolf Witthöft. Un cop retirat de l'alta competició, continuà prenent part en tota mena de proves importants i competicions per a veterans, guanyant-ne encara Campionats d'Itàlia fins a començaments del segle xxi. El 2013 va ser nomenat FIM Legend.

## Trajectòria esportiva
El 1966 començà a competir en enduro, anomenat aleshores a Itàlia Regolarità, guanyant ja en el seu debut el campionat júnior de 100cc. El 1967 feu el servei militar i fou inclòs a l'equip esportiu de la secció de finances, el Fiamme Gialle ("Flama Groga"), teòricament per un any però se n'hi estigué cinc, assolint tres campionats d'Itàlia amb la Morini 175cc.
El 1972 abandonà l'equip militar i fitxà per Puch, guanyant el títol italià de 125cc, que revalidà els dos anys següents com a oficial de Gilera. El 1975 va passar a KTM i en un mateix any conquerí el títol italià de 175cc, l'europeu de 250cc i de torna l'italià de motocròs de 250cc. Després d'anys d'èxits amb la marca austríaca, a finals de 1979 KTM no li renovà el contracte adduint que ja era gran, però tot i així Gritti seguí guanyant títols (amb Kramer, SWM i altre cop amb KTM) fins que assolí el seu darrer campionat d'Itàlia amb la Husqvarna 600cc 4T el 1990, a 43 anys.

### Pilot amateur
Els nombrosos triomfs esportius que ha obtingut Alessandro Gritti els ha guanyats com a pilot amateur, ja que la seua manutenció li ve realment d'una petita pedrera de grava que té en propietat. De fet, la feina a la pedrera, que escomet personalment, l'ha ajudat a mantenir la forma física. Persona de gran perseverança, el seu lema davant les adversitats esportives ha estat sempre «Mi rifaccio l'anno prossimo» («Em refaré l'any vinent») i veient el seu palmarès és evident que se n'ha sortit.

## Palmarès[1]
| Any          | Motocicleta  | C. d'Europa d'enduro | C. d'Europa d'enduro | ISDE   | ISDE       | Campionat d'Itàlia d'enduro | Campionat d'Itàlia d'enduro | Campionat d'Itàlia d'enduro | Campionat d'Itàlia d'enduro | Campionat d'Itàlia d'enduro | C. d'Itàlia MX 250cc |
| Any          | Motocicleta  | 125cc                | 250cc                | Trofeu | Categoria  | 125cc                       | 175cc                       | 250cc                       | Altres                      | 600 4T                      | C. d'Itàlia MX 250cc |
| ------------ | ------------ | -------------------- | -------------------- | ------ | ---------- | --------------------------- | --------------------------- | --------------------------- | --------------------------- | --------------------------- | -------------------- |
| 1966         | Morini       | -                    | -                    |        |            | -                           | -                           | -                           | 1r Júnior 100cc             | -                           |                      |
| 1967         | Morini       | -                    | -                    |        |            | -                           | -                           | 1r                          | -                           | -                           |                      |
| 1968         | Morini       | -                    | -                    |        |            | -                           | -                           | -                           | -                           | -                           |                      |
| 1969         | Morini       | -                    | -                    |        |            | -                           | -                           | 1r                          | -                           | -                           |                      |
| 1970         | Morini       | -                    | -                    |        |            | -                           | 1r                          | -                           | -                           | -                           |                      |
| 1971         | Morini       | -                    | -                    |        |            | -                           | -                           | -                           | -                           | -                           |                      |
| 1972         | Puch         | -                    | -                    |        |            | 1r                          | -                           | -                           | -                           | -                           |                      |
| 1973         | Puch         | -                    | -                    |        |            | 1r                          | -                           | -                           | -                           | -                           |                      |
| 1974         | Gilera       | -                    | -                    |        |            | 1r                          | -                           | -                           | -                           | -                           |                      |
| 1975         | KTM          | -                    | 1r                   |        |            | -                           | 1r                          | -                           | -                           | -                           | 1r                   |
| 1976         | KTM          | 1r                   | -                    |        | 1r 250cc * | -                           | -                           | -                           | -                           | -                           | 2n                   |
| 1977         | KTM          | -                    | 1r                   |        |            | -                           | -                           | -                           | -                           | -                           |                      |
| 1978         | KTM          | -                    | 3r                   |        |            | -                           | -                           | -                           | -                           | -                           |                      |
| 1979         | KTM          | -                    | -                    |        | 1r 125cc   | -                           | -                           | -                           | -                           | -                           | 1r                   |
| 1980         | Kramer       | -                    | -                    |        |            | -                           | -                           | 1r                          | -                           | -                           |                      |
| 1981         | Kramer       | -                    | 1r                   | 1r     | 1r 250cc * | -                           | -                           | 1r                          | -                           | -                           |                      |
| 1982         | SWM          |                      |                      |        |            |                             |                             |                             |                             |                             |                      |
| 1983         | KTM          |                      |                      |        |            | -                           | -                           | -                           | 2n                          | -                           |                      |
| 1984         | KTM          |                      |                      |        |            | -                           | -                           | -                           | 2n                          | -                           |                      |
| 1985         | KTM          |                      |                      |        |            | -                           | -                           | -                           | 1r *                        | -                           |                      |
| 1986         | KTM          |                      |                      |        | 2n *       |                             |                             |                             |                             |                             |                      |
| 1987         | KTM          |                      |                      |        |            | -                           | -                           | -                           | 2n                          | -                           |                      |
| 1988         | KTM          |                      |                      |        |            | -                           | -                           | -                           | 3r                          | -                           |                      |
| 1989         | KTM          |                      |                      |        |            | -                           | -                           | -                           | 4t                          | -                           |                      |
| 1990         | Husqvarna    |                      |                      |        |            | -                           | -                           | -                           | -                           | 1r                          |                      |
|              |              |                      |                      |        |            |                             |                             |                             |                             |                             |                      |
| 1996         | ?            |                      |                      |        |            | -                           | -                           | -                           | 1r Major                    | -                           |                      |
| 1997         | ?            |                      |                      |        |            | -                           | -                           | -                           | 1r Major                    | -                           |                      |
| Total títols | Total títols | 1                    | 3                    | 1      | 3          | 3                           | 2                           | 4                           | 4                           | 1                           | 2                    |
|              |              | 4 europeus           | 4 europeus           |        |            | 14 estatals                 | 14 estatals                 | 14 estatals                 | 14 estatals                 | 14 estatals                 |                      |

1. ↑  S'assenyalen amb * les classificacions obtingudes en els respectius campionats "absoluts", actualment anomenats scratch